# Escolástico Rubio Gómez
Escolástico Rubio Gómez (Garrovillas, 1846 - Herrera del Duque, 1911). Fue diputado en Cortes, en la legislatura de 1873 - 1874. Participó en la elaboración de la Constitución de 1873. 
Terminó su representación al disolverse las Cortes con el golpe del general Pavía, el 3 de nero de 1874. Alfonso XII le concedió la Cruz de Caballero de la Orden de Isabel la Católica, el 13 de enero de 1881, distinción reservada a los que han prestado servicios notables a la patría.

## Trayectoria
Escolástico estudió en Salamanca en bachiller en Artes, después estudió en la Facultad de Derecho de la Universidad Central de Madrid, donde se licenció en Civil y Canónico.
Poco después vino a residir a Herrera del Duque no se sabe si por motivos profesionales, políticos o sentimentales, ya que estuvo casado dos veces. Dedicó parte de su vida a la política, en el partido conservador, y con esta actividad suya estaría relacionada la explosión de una pequeña bomba que le colocaron en su casa y rompió la puerta de su casa. Era un gran propietario, suyos fueron los valles. En torno a 1870, fue rematante de la subasta de la dehesa vendida. También fue copropietario de la mina de plomo de Fuenlabrada de los Montes. Murió el 21 de noviembre de 1911 de tuberculosis pulmonar.